# Tom Kilburn
Tom Kilburn (11 de agosto de 1921 – 17 de enero de 2001) fue un ingeniero inglés. Es conocido por desarrollar junto con Freddie Williams el Tubo Williams-Kilburn y el primer computador de programa almacenado, la Mánchester Baby (SSEM), mientras trabajaba en la Universidad de Mánchester.

## Educación e investigación

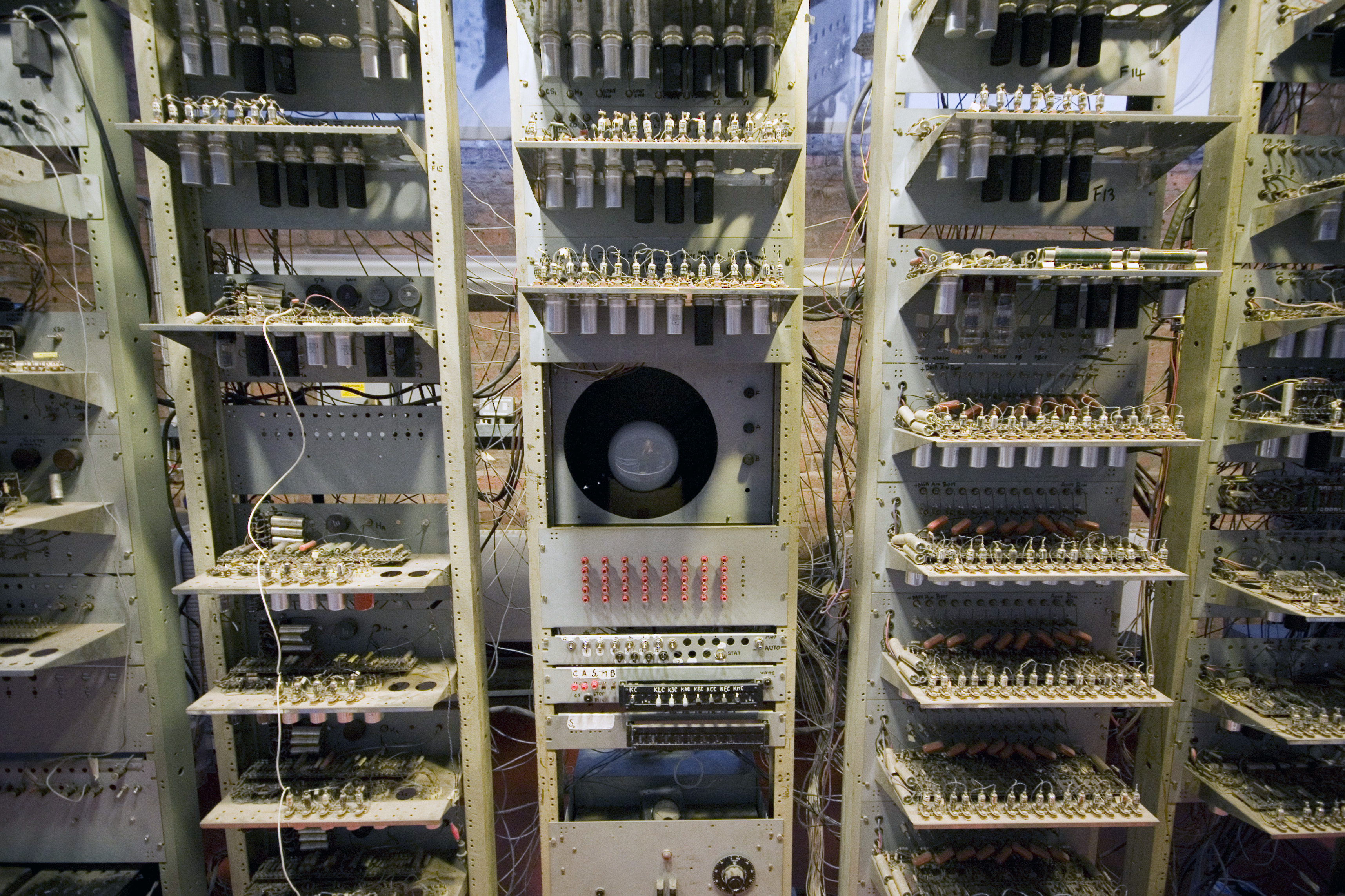
Manchester SSEM en el Museo de Ciencias de la Historia

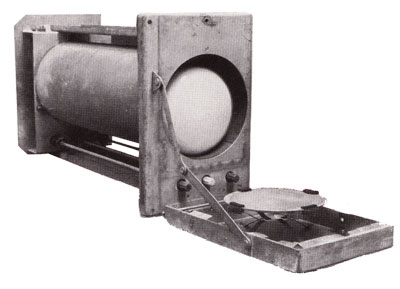
Tubo Williams-Kilburn.

Tom Kilburn nació en Dewsbury, Yorkshire y estudió Cambridge Mathematical Tripos en Sidney Sussex College, Cambridge, en un curso comprimido en dos años seguido del estallido de la Segunda Guerra Mundial. Cuando se graduó, fue reclutado por la C.P. Snow para un proyecto secreto y se encontró a sí mismo en un estudiando electrónica, magnetismo y electromagnetismo en Londres, después de que comenzara a escribir para Telecommunications Research Establishment (TRE) en Malvern para trabajar en el radar bajo la supervisión de Frederic Calland Williams.

Hasta ese día no conocía a Freddie Williams y en efecto me dijo 'Dios, ¿no sabes nada?' y yo respondí, 'No'. Ese fue el comienzo de nuestra relación. Pero con el tiempo, dejamos Malvern, y la relación pase a ser muy diferente.
Tom Kilburn, Autumn 1992

Kilburn tuvo que ir pronto a la guerra. Entró en las Fuerzas del Aire de la armada inglesa en Cambridge, pero debido a sus problemas de vista no estuvo capacitado para pilotar.
Durante la guerra, el principal impedimento de Kilburn para el desarrollo de la computación, en aquellos tiempos, era la falta de conocimientos prácticos sobre el almacenamiento de datos e instrucciones en el computador. Junto con Williams desarrolló un dispositivo basado en rayos catódicos llamado Tubo Williams-Kilburn. La patente firmada en 1946.
En diciembre de 1946, Williams volvió a reclutar a Kilburn en Malvern. Entre los dos desarrollaron el su sistema de almacenamiento. En 1948, Kilburn construyó la Máquina Experimental de Pequeña Escala de Mánchester convirtiéndose esta en el primer computador de programa almacenado de la historia en ejecutar un programa, el 21 de junio de 1948.

[...] el momento más emociante fue en junio de 1948 cuando la primera máquina funcionó. Nada puede compararse con eso.
Tom Kilburn, Autumn 1992 

Recibió el reconocimiento por su trabajo en Mánchester por lo que decidió volver a Malvern, pero Williamos lo persuadió para que se quedara en Mánchester trabajando en un proyecto colaborativo en la universidad para desarrollar el Ferranti Mark 1, el primer ordenador comercial de la historia.
Durante las siguientes décadas Kilburn siguió con el desarrollo de las computadoras Manchester entre las que figuraban Atlas y MU5. Atlas fue diseñado como un sistema multi-programado en memoria virtual paginada, el cual ha tenido mucha influencia en la evolución de los computadores.
Durante su carrera en la Universidad de Manchester, instrumentalizó la creación de las Escuela de Ciencias de la Computación en 1964. Dirigió este departamento y ocupó el puesto de decano de la Facultad de Ciencias (1970–1972) y vicerrector de la universidad (1976-1979).

## Premios y honores

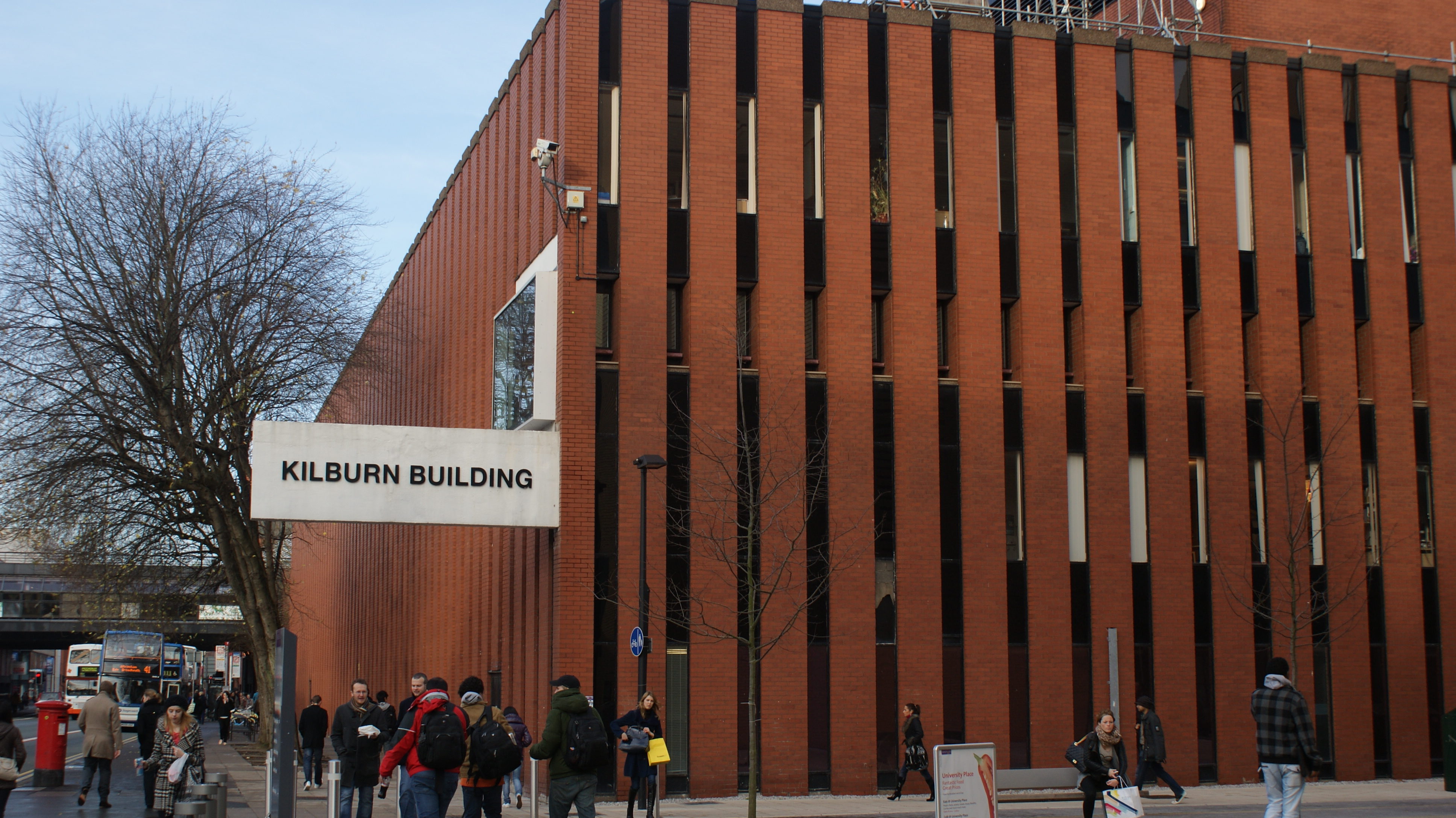
Edificio Kilburn, School of Computer Science en la Universidad de Mánchester en honor a Tom Kilburn.

Recibió numerosos reconocimientos entre los que se encuentran:
- Miembro de la Royal Society, (1965)
- IEEE Computer Society W. Wallace McDowell Award, (1971)
- Comendador de la Orden del Imperio Británico, (1973)
- British Computer Society IT Award, (1973)
- Distinguished Fellow of the British Computer Society, (1974)
- Royal Medal of the Royal Society, (1978)
- Doctor honoris causa en ciencias por la Universidad de Bath (1979)
- IEEE Computer Society Computer Pioneer Award, (1982)
- Eckert-Mauchly Award, (1983)
- Mountbatten Medal, (1997)
- Miembro del Computer History Museum, (2000)
- Un edificio en la Universidad de Mánchester, donde se encuentra la School of Computer Science, se llama "The Kilburn Building" en su honor.

## Vida personal
Kilburn se casó con Irene Marsden en 1943 con quien tuvo una hija y un hijo.
Solía pasar sus vacaciones en Blackpool pero en ocasiones viajaba a ver a su equipo el Manchester United F.C. jugar el primer partido de la temporada. Se retiró en 1981 y murió de pneumonía en Mánchester en 2001.